# Eukaliptus różnobarwny
Eukaliptus różnobarwny (Eucalyptus diversicolor F.Muell.) – gatunek drzewa z rodziny mirtowatych. Występuje w wilgotnej, południowej części Australii Zachodniej, w okolicach Parku Narodowego Walpole-Nornalup. Rozprzestrzeniony został także w Afryce. W Australii znany jest także pod nazwą zwyczajową karri.

## Morfologia
PokrójKarri osiągają do 90 m wysokości.
PieńKora kremowego koloru, ciemnieje wraz z wiekiem. Pień drzewa jest bardzo prosty i nie rozgałęzia się. Dorosłe drzewa mają gałęzie tylko w górnej części pnia.
LiścieCiemnozielone z wierzchu, od spodu jaśniejsze. Dorastają do długości 9–12 cm, szerokości 2–3 cm.
KwiatyWyrastają w grupach po 7. Kolor od białego po kremowy. Średnica 18–28 mm.
OwoceDługości 7–10 mm, szerokości 10–15 mm.

## Zastosowanie
Drewno ma barwę mahoniu, jest nieco jaśniejsze od znanego drewna z gatunku Eucalyptus marginata zwanego jarrah. Używane jest często w budownictwie, szczególnie w konstrukcjach dachowych i przy wyrobie mebli.

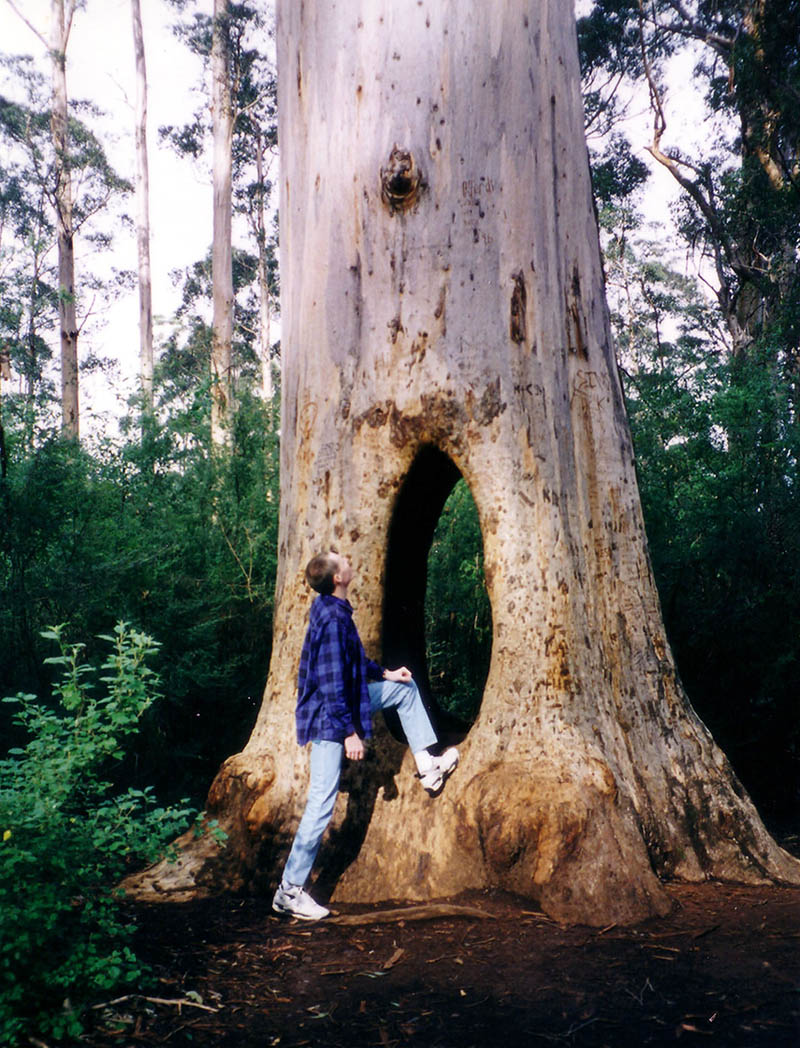
Pień